# Tyringham, Massachusetts
Tyringham är en kommun (town) i Berkshire County i delstaten Massachusetts, USA. Vid folkräkningen år 2000 bodde 350 personer på orten. Den har enligt United States Census Bureau en area på totalt 49,0 km² varav 0,6 km² är vatten.